# 410'erne f.Kr.
Århundreder: 6. århundrede f.Kr. – 5. århundrede f.Kr. – 4. århundrede f.Kr.
Årtier: 460'erne f.Kr. 450'erne f.Kr. 440'erne f.Kr. 430'erne f.Kr. 420'erne f.Kr. – 410'erne f.Kr. – 400'erne f.Kr. 390'erne f.Kr. 380'erne f.Kr. 370'erne f.Kr. 360'erne f.Kr.
År: 419 f.Kr. 418 f.Kr. 417 f.Kr. 416 f.Kr. 415 f.Kr. 414 f.Kr. 413 f.Kr. 412 f.Kr. 411 f.Kr. 410 f.Kr.